# Pumpstocken 13
Pumpstocken 13 est un édifice situé dans le quartier de Norrmalm à Stockholm en Suède.

## Présentation
Pumpstocken 13 est un édifice de valeur culturelle et historique située dans le quartier de Pumpstocken, à l'angle de Biblioteksgatan 12 et de Jakobsbergsgatan 3.
Le bâtiment a été construit dans les années 1860 et est le plus ancien du quartier.
Entre 1899 et 1902, une rénovation complète a été réalisée selon les plans de l'architecte Lars Israel Wahlman, lors de laquelle la maison a pris son aspect actuel. La propriété appartient à la société immobilière Hufvudstaden depuis 2000 et est labellisée verte par le Musée municipal de Stockholm, ce qui signifie qu'elle est considérée comme « particulièrement précieuse d'un point de vue historique, culturel, environnemental ou artistique ».

## Histoire
En 1899, la propriété fut acquise par le directeur Henrik Tore Cedergren, son frère, le forestier Albert N. Cedergren, et l'homme d'affaires Emil Egnell.
Ils ont engagé l'architecte Lars Israel Wahlman pour concevoir une rénovation complète de la maison.
Le maître d'œuvre était J. Sandberg de Skånska Cementgjuteriet.
En raison d'un nouveau partage de propriété, la partie or de la maison a dû être démolie.
D'autres mesures comprenaient de nouveaux murs de fondation en béton, une superstructure pour la cour intérieure, un nouvel escalier de cuisine, un espace commercial au rez-de-chaussée et une refonte de la façade, qui lui a donné son aspect actuel.
Lars Israel Wahlman a donné à l'extérieur de l'édifice un style néoclassique. La partie d'angle a été revêtue de pierre naturelle claire et lisse et les autres surfaces de façade ont été traitées avec un enduit. Au rez-de-chaussée, la façade était revêtue de grès brun rougeâtre clair avec des ornements décoratifs. Les grandes vitrines des magasins étaient hautes et cintrées. La reconstruction fut achevée en 1902.
En 1902, les locaux commerciaux et une grande partie de l'aspect actuel de la façade ont été créés. Quelques années après que Lars Israel Wahlman ait redessiné Pumpstocken 13, il a construit peut-être son bâtiment le plus célèbre, l'église d'Engelbrekt.

## Galerie

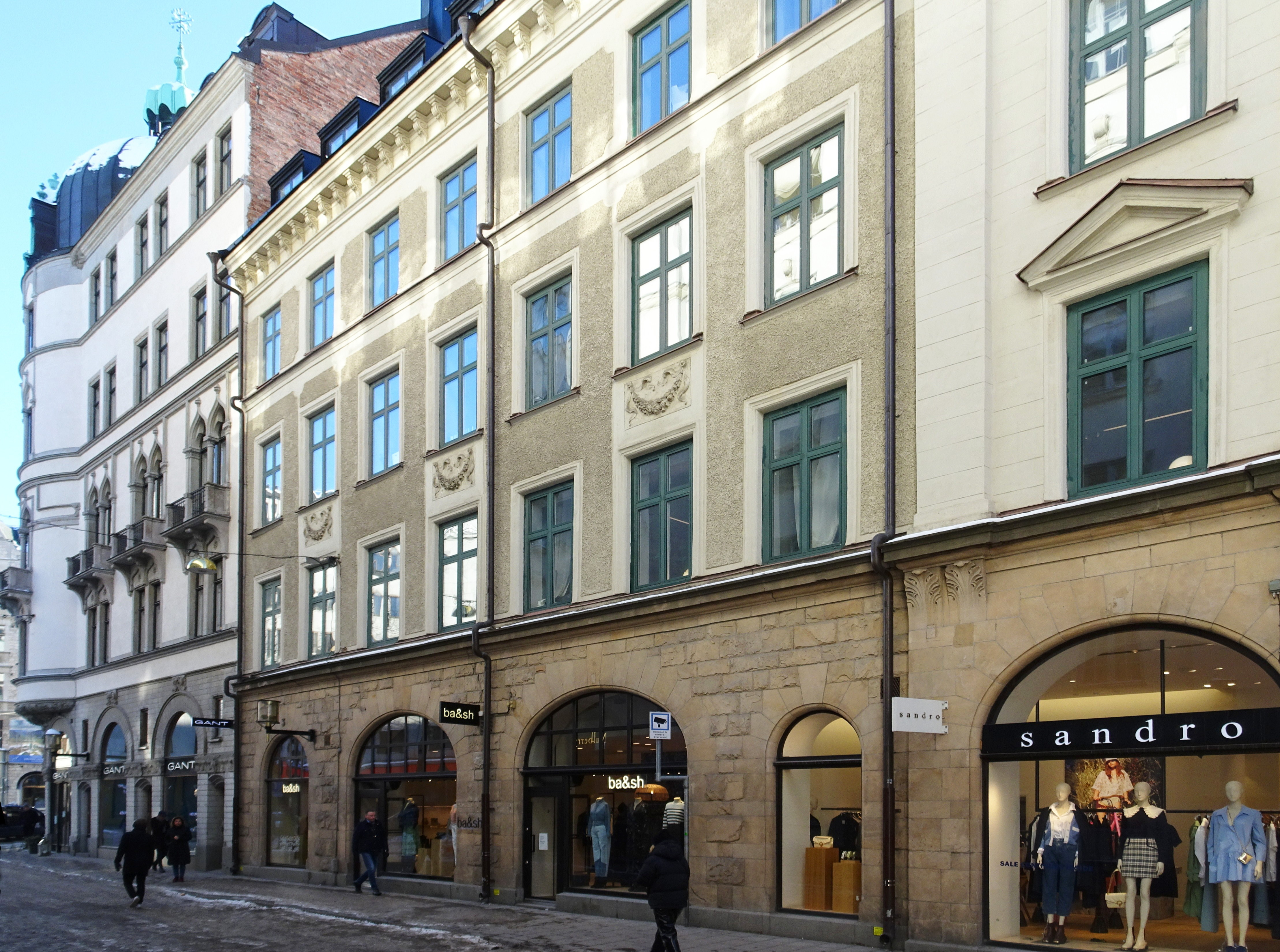